# Rhipidia gaspicola
Rhipidia gaspicola là một loài ruồi trong họ Limoniidae. Chúng phân bố ở miền Tân bắc.